# THE 恋愛シミュレーション 〜私におまカフェ〜
『THE 恋愛シミュレーション 〜私におまカフェ〜』（ザ・れんあいシミュレーション わたしにおまカフェ）は、ディースリー・パブリッシャーが廉価版ソフトSIMPLE2000シリーズのVol.19として2002年12月19日にPlayStation 2向けに発売した恋愛シミュレーションゲーム。

## 概要
両親の事故死により喫茶店を継いだ主人公が、5人のヒロインをウェイトレスにして店を経営するという物語だが、恋愛に関する選択肢よりも、店の経営や名物のコーヒーのブレンドといった、店舗経営部分がメインとなる。特にヒロインの好感度はコーヒーのブレンドによって左右されるという、一風変わった内容となっている。
パッケージやタイトルにはヒロイン5人が集合している絵があるが、ゲーム内では初期メンバー3人に、かやね・艶子のどちらか1人を加えた形になるので、実際に5人揃うことはない。
また、メッセージスキップやバックログ機能、アルバム機能は搭載されていない。

## ストーリー
交通事故で亡くなった両親の遺志を継ぎ、主人公は高校生のまま喫茶店を経営することになる。店の経営やコーヒーのブレンドに気を使いつつ、彼の周りには様々なヒロインが集ってくるのだった。

## 登場人物
主人公
私立桐真学園高等部3年生。目の前で両親が交通事故死するというハンデを乗り越えて、遺された喫茶店を切り盛りする。
倍泉ほのか（ばいせん ほのか）
声 : 安西直美
身長156cm、体重46kg、3サイズはB80、W55、H81。
桐真学園3年生。主人公の幼馴染の正統派ヒロイン。真面目でおとなしく、恥ずかしがり屋という設定だが、水着は赤いビキニを愛用している。実家は喫茶店と同じ三都主商店街でラーメン屋を営んでおり、2軒隣にある。コクのあるコーヒーを好む。
那護まろみ（なご まろみ）
声 : 三間はるな
身長145cm、体重41kg、3サイズはB74、W51、H75。
桐真学園1年生。主人公のもう一人の幼馴染で、昔から積極的に主人公に好意を表しているが、雑に扱われる。幼児体型。一人称は「まろ」。台詞の端々に絵文字言葉を入れて喋る。何かあると、すぐに鼻血を噴き出す。ほのかをライバル視しており、ほのかを優先した選択を取ると機嫌を損ねる。中学時代に主人公を追って水泳部に入部したが、未だに泳げない。おっちょこちょいで店の物をよく壊し、オーダーの暗記が出来ず、掃除の仕事を嫌がり、パフェやアイスなど甘い物が好きでよくつまみ食いをするが、明るい性格なのでお客さん受けは良い。甘いコーヒーを好む。
国生きりり（こくしょう きりり）
声 : 中辻弥寸子
身長171cm、体重55kg、3サイズはB89、W60、H90。
茂賀高校2年生（定時制）。元気な姉御タイプで、自分に厳しく責任感が強い。一人称は「自分」。ゴキブリを見ると激しく取り乱す。中学時代は陸上部だった。弟がいる。苦いコーヒーを好む。
香月かやね（こうげつ かやね）
声 : 塚本枝里
身長158cm、体重43kg、3サイズはB81、W55、H82。
聖青山女学院3年。香月流茶道家元の娘。おっとりした言動を見せるお嬢様タイプだが、その外見に似合わず、誰よりも仕事は無駄なく効率良く片付ける。香りのあるコーヒーを好む。
色音艶子（いろおと つやこ）
声 : 牧之瀬ゆい
身長165cm、体重51kg、3サイズはB86、W57、H86。
服飾関係の仕事に就く事を夢見るフリーター。豊満な肉体の「イケイケお姉様」タイプ。仕事ぶりは有能だが少々口が悪い。酸味のあるコーヒーを好む。
皇宮ゆき
かつての常連客。見た目は幼い少女ながら、コーヒーの味にうるさい、『美味しんぼ』に登場する海原雄山のような和服のヒロイン。攻略不可。
樋口さん
主人公の店の、親の代からの常連である中年男性。ヒロインの好感度を教えてくれる。

## スタッフ
- キャラクターデザイン : つかPON
- 開発 : ヴァンテアンシステムズ